# Castello di Caergwrle
Il castello di Caergwrle (in inglese: Caergwrle Castle; in gallese: Castell Caergwrle), noto anche come Queen's Hope, è un castello fortificato in rovina del villaggio gallese di Caergwrle (comunità di Hope), nella contea del Flintshire (Galles nord-orientale), eretto probablilmente dal principe Dafydd ap Gruffydd tra il 1278 e il 1282 e successivamente ricostruito agli inizi del XIV secolo.
Classificato come castello di primo grado per la sua importanza storica, fu l'ultimo castello costruito da un principe gallese e uno degli ultimi castelli ad essere stato posto sotto la tutela del Cadw.

## Storia
Dafydd ap Gruffydd costruì il castello pochi anni prima della sua morte (avvenuta nel 1283) nel terreno donatogli nel 1277 da re Edoardo I d'Inghilterra come ricompensa per l'aiuto da lui fornito alla Corona nella cattura del fratello Llywelyn ap Gruffydd nel corso della prima campagna gallese.
In seguito, proprio il castello di Caegwrle, nonostante si trattasse di una struttura probabilmente ancora incompleta, servì a Dafydd ap Gruffydd come base per sferrare l'attacco a una guarnigione inglese a guardia del castello di Hawarden, attacco che scatenò la reazione inglese, dando il via alla seconda campagna gallese. Durante la seconda campagna inglese, il castello venne  attaccato e conquistato dagli Inglesi nel giugno del 1282 e, dopo la sua conquista, venne donato da re Edoardo I d'Inghilterra alla moglie Eleonora.
Appena sei mesi dopo, però, il castello venne distrutto da un incendio e ciò che ne rimaneva venne ceduto al figlio di Edoardo I ed Eleonora, Edoardo di Caernarfon, il futuro Edoardo II d'Inghilterra. In seguito, nel 1308, il castello di Caergwrle venne acquisito da John of Cromwell, che operò un'opera di restauro dell'edificio.
Il castello venne però definitivamente abbandonato nel 1335 dopo un nuovo devastante incendio, che causò ulteriori gravi danni alla struttura. Tuttavia, ancora nel 1405, anno della ribellione gallese capitanata da Owain Glyndwr, il castello era considerato di importanza strategica a protezione dei confini tra Galles in Inghilterra.

## Architettura
Il castello si erge sul punto più alto di una collina che sovrasta la cittadina di Caergwrle.
Tra le parti visibili dell'edificio, vi sono una cortina interna e i resti di due torri a forma di "D" che si ergono nella parte settentrionale e sud-orientale della struttura.